# Füzesmikola

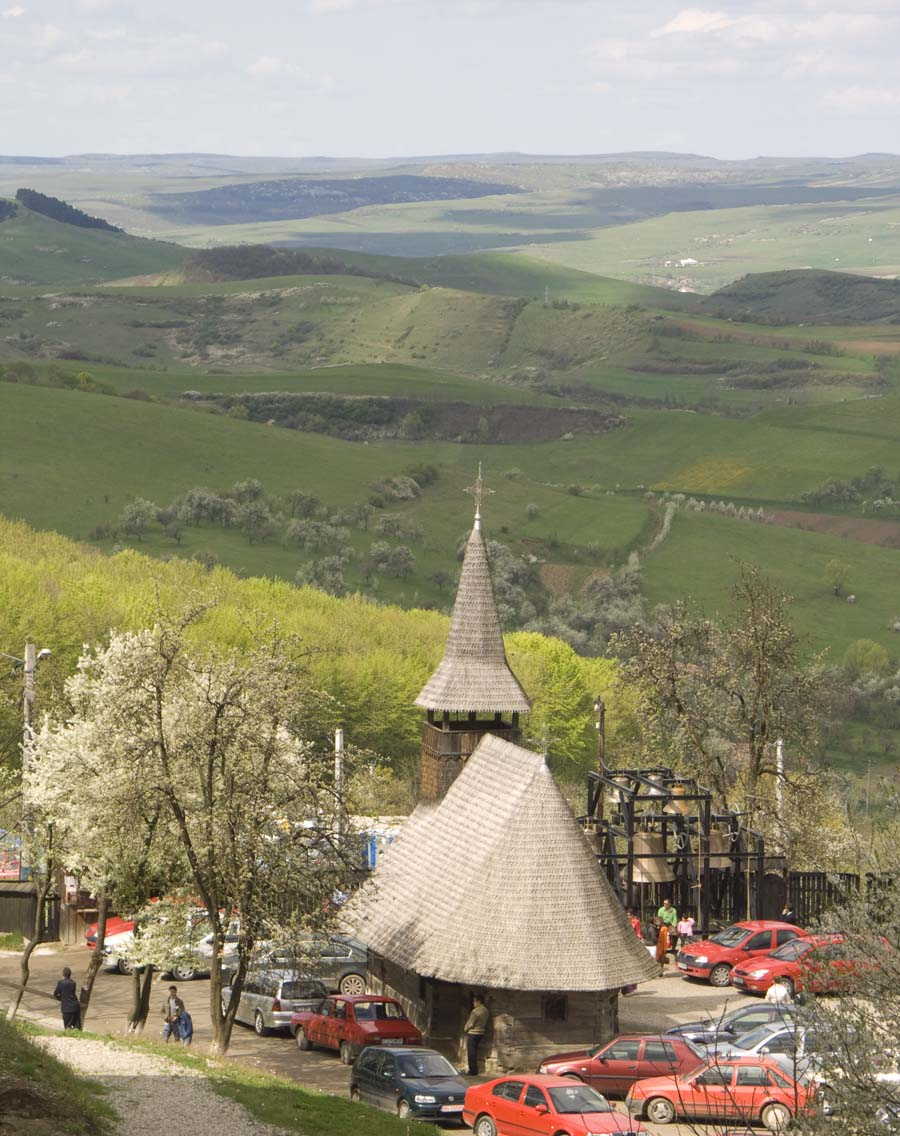
A kolostor Noszolyról származó fatemploma

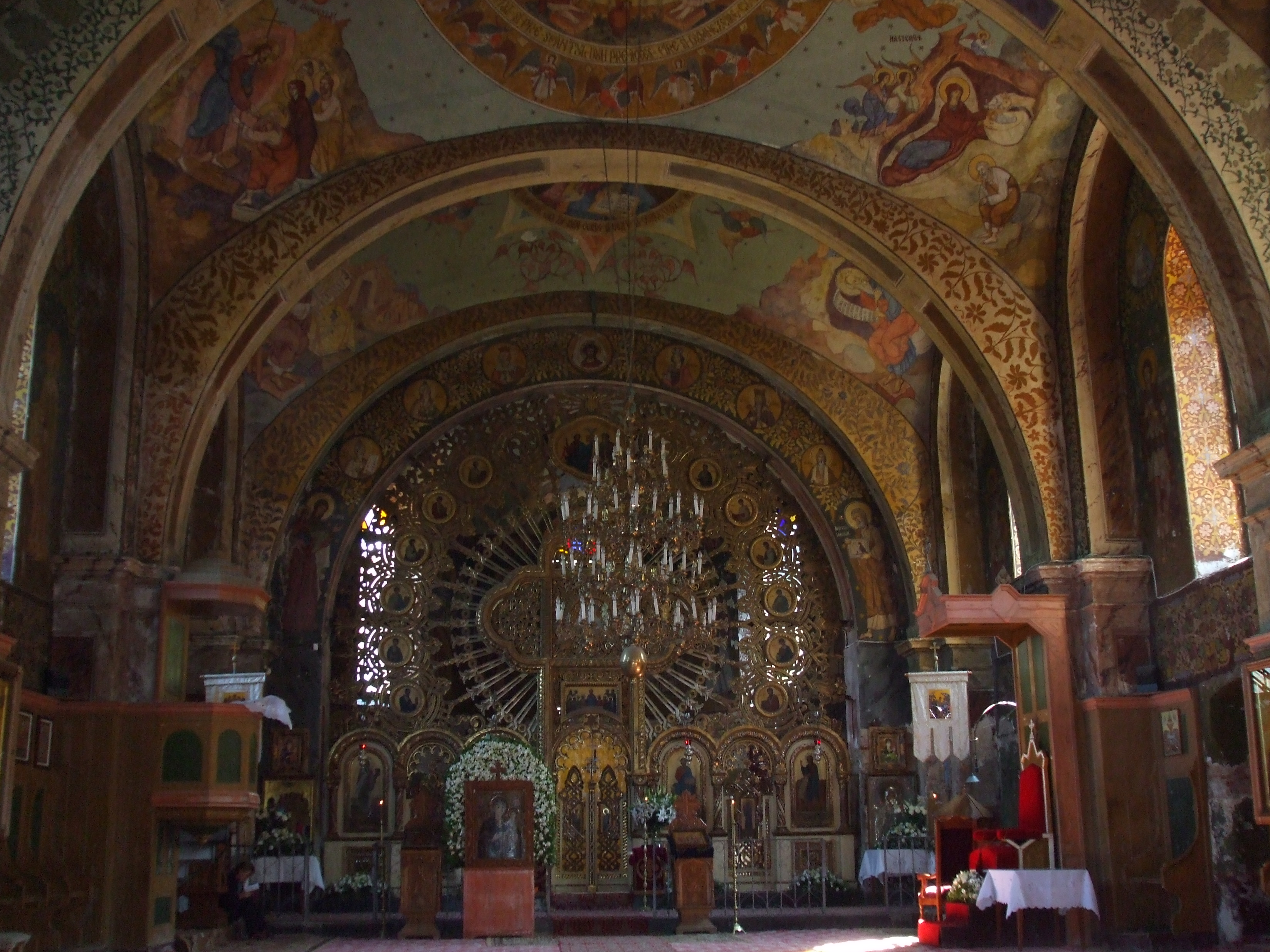
A kegytemplom belseje a könnyező Mária-képpel

Füzesmikola, 1910-ig Mikola (románul: Nicula) falu Romániában, Kolozs megyében.

## Fekvése
A Mezőség nyugati peremén, Szamosújvártól három kilométerre délkeletre fekszik.

## Nevének eredete
Mind magyar, mind román neve a Miklós név változatából ered. Magyar előtagját Ördöngösfüzeshez való közelsége miatt ragasztották rá. 1326-ban Mykolatelukefeu (~ Mikolatelekefő), 1369-ben Myklos, 1456-ban Mykola, 1635-ben Nicola alakban írták.

## Története
1369-ben szentegyedi Wass István birtoka volt, román lakossággal. Az 1450-es és 60-as években a Bánfiak bálványosi uradalmához tartozott. Mátyás 1467-ben a váradi püspökségnek adta. Később ismét Bálványosvárhoz kellett hogy tartozzék, mert 1553-ban a bálványosváriból kialakított szamosújvári uradalomhoz csatolták.
A 16. században feltehetően román–magyar lakosságú falu, mert bár kenézeit többször említették és juhötveneddel szolgált, a reformáció idején unitárius egyháza alakult.
1602-ben Basta zsoldosai fatemplomával együtt felégették. Román lakóinak többségét, mint a szamosújvári vár puskásait, a fejedelmek a 17. század folyamán megnemesítették – 1866-ban 160 füstjéből 142 volt nemesi.
A 19. század elején német vándorfestők honosították meg a kolostorban az üvegfestést, amelynek technikáját a helybeliek is elsajátították, és az üvegikonok festése csakhamar megélhetésük alapjává vált. Részben a helyi búcsúkon, részben Erdély-szerte, sőt a Kárpátokon túli vásárokon is árusították őket. Kádár József század végi leírása a mikolaiak életmódjáról meglehetős jómódra vall.
Egy-egy családon belül manufaktúraszerűen dolgoztak, minden munkafolyamatot más családtag végzett, illetve minden színt más családtag vitt föl a képre. A kész ikonokat a könnyező Mária-képhez érintették. Voltak a képkeretezésre specializálódott mikolaiak is.
A falu 1876-ig Doboka, majd Szolnok-Doboka vármegyéhez, 1919-től Szamos megyéhez tartozott.
1850-ben 645 görögkatolikus vallású lakosából 634 volt román és 11 cigány nemzetiségű.
2002-ben 618 lakosa közül 586 volt román, 27 cigány és 5 magyar nemzetiségű; 530 ortodox, 77 görögkatolikus, 6 baptista és 4 református vallású.

## Nevezetességei
A falu fölött délkeletre, az erdő szélén fekvő kolostora az egyik legjelentősebb erdélyi zarándokhely. 1699. február 15. és március 12. között, tehát két évvel az erdélyi románság vallási uniója után a falu fatemplomának a nagyiklódi pap által festett Szűz Mária-ikonja, az ún. kolozsvári könnyező Szűz több alkalommal könnyezett a Hohenzollern-ezred ide beszállásolt katonái előtt. A Kornis Zsigmond gubernátor által elrendelt és a kolozsmonostori jezsuiták által lefolytatott tanúmeghallgatásokon az eset valódisága mellett tanúskodott a templom papján és a katonákon, köztük Lapacsek dési parancsnokhelyettesen és Vanner János századoson kívül két frissen katolizált, korábban kálvinista nemesember is. Kornis a szentképet szentbenedeki kastélyába vitette, és országszerte elterjesztette a csoda hírét. A mikolaiak pert indítottak ellene, és vissza is ítélték nekik a képet, Kollonich Lipót esztergomi érsek azonban elérte, hogy a kolozsvári jezsuiták kapják meg, és csak egy-egy másolata maradjon Mikolán és Kornis Zsigmondnál. Azóta az eredeti kegyképet valószínűleg a kolozsvári piarista, volt jezsuita templomban őrzik, de a román görögkatolikus egyház a mikolai képet tekinti az eredetinek.
Már zarándoklatok helyszíne volt, amikor XIII. Kelemen pápa 1767-ben kegyhelynek ismerte el és búcsút hirdetett a három Mária-főünnep, Gyümölcsoltó Boldogasszony, Nagyboldogasszony és Kisboldogasszony napjára. Valójában azonban csak utóbbi kettőnek alakult ki hagyománya, a Julián naptár szerint augusztus 27-én és szeptember 20-án. A zarándoklatok nemcsak a románság körében váltak felekezeti különbség nélkül népszerűvé, de a katolikus, sőt a református magyarok között is. A bazilita szerzetesek a 18. században telepedtek le a kegytemplom mellett. 1875 és 1905 között építették a kőtemplomot, ahová az ikont 1883-ban áthelyezték. A két világháború között a román ortodox egyház kampányt folytatott a mikolai zarándoklatok ellen. 1948-ban, a görögkatolikus egyház betiltása után a szerzeteseket letartóztatták, házfőnökük a szamosújvári börtönben halt meg. A kolostort az ortodox egyház kapta meg. A kegyképet az egyik szerzetes saját házának falában rejtette el, de 1964-ben, halála előtt rejtekhelyét elárulta az akkori ortodox házfőnöknek. A kibontott képet a kolozsvári ortodox teológia kápolnájában helyezték el, majd az 1990-es években visszavitték a mikolai kolostorba. Azóta nagyboldogasszonykor az ortodox egyház is megtartja a Mária-zarándoklatokat, de párhuzamosan a görögkatolikus egyház főpapjai is misét celebrálnak a faluban. A kolostor tulajdonlásáért a görögkatolikus egyház pert indított, amelyet a bákói törvényszék tárgyal.
Az eredeti fatemplom 1973-ban leégett. Helyére 1974-ben Noszolyból szállítottak ide egy valószínűleg a 17. századból származó fatemplomot. A kegytemplom fölé az ortodox egyház már két évtizede épít egy nagyobb szabású templomot.

## Híres emberek
- 2000-ben a kolostor közelében lévő temetőben helyezték végső nyugalomra Ioan Alexandru költőt.
- Itt halt meg 2002-ben Vasile Avram író.

## Képek

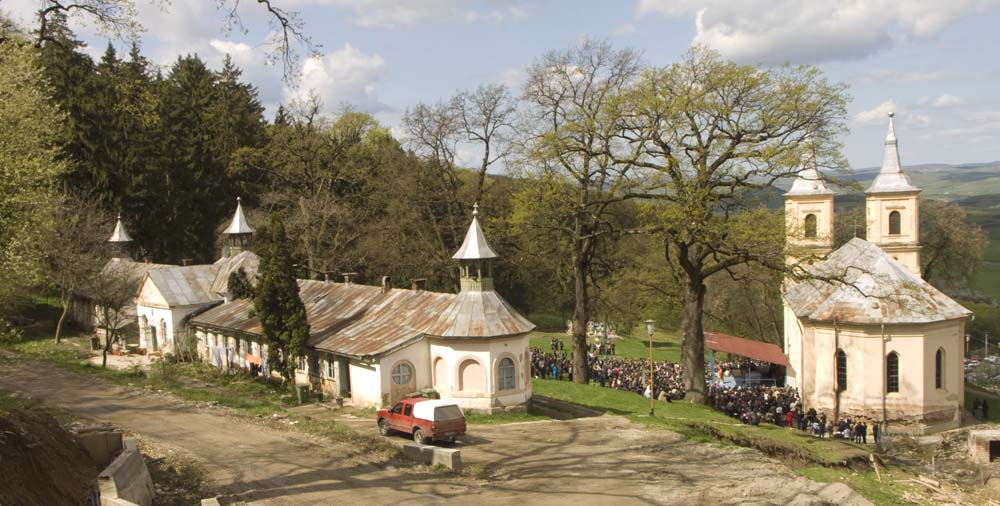
A kegytemplom, mellette a bazilita atyák egykori cellái
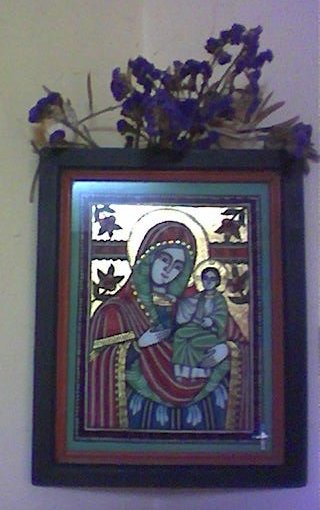
Mikolán készült üvegikon